# 曾倉岑
曾倉 岑（そくら たけし、1934年（昭和9年）7月28日 - 2018年（平成30年）1月15日）は、日本の文学者。日本文学、上代文学。専門は万葉集研究。青山学院大学名誉教授。神奈川県出身。

## 人物
長野県伊那北高等学校卒業、1958年東京大学文学部国文学科卒業、1960年同大学院人文科学研究科同大学大学院修士課程修了、修士論文の題は「上代歌謡研究」。1963年博士課程単位取得満期退学。
1963年明治学院大学文学部専任講師を経て1973年同教授。1974年青山学院大学文学部助教授、1976年教授。2003年定年退職、名誉教授。文学博士（東京大学）。
古事記、日本書紀、続日本紀、日本霊異記、風土記、万葉集などの研究に携わる。

## 間人皇女論争
孝徳天皇が皇后である間人皇女に宛てた歌が「日本書紀」に残されている。
```
金木着け　吾が飼う駒は　引き出せず　吾が飼う駒を　人見つらむか
```

間人皇女が夫である孝徳天皇を離れ、葛城皇子（中大兄皇子、後の天智天皇）と共に飛鳥に遷った理由は明らかではない。しかし、上の歌の「駒」が間人皇女を璧喩しており、古代の「見る」が恋愛と直結するものであることから、自分の妻を他の男に「見られた」の意に理解し、中大兄皇子との近親相姦の関係を説く吉永登のような見解もあり、直木孝次郎らによって支持されているが、これに対して曾倉岑、荒井秀規らによる反論があり、荒井は穿ちすぎだと疑義を示している。

## 著作

### 単著
- 『萬葉集全注』 巻第13、有斐閣、2005年11月。ISBN 9784641071438。全国書誌番号:20940020。
- 『萬葉記紀精論』花鳥社、2020年7月。ISBN 9784909832160。全国書誌番号:23434883。

### 共著
- 曽倉岑、金井清一『古事記・風土記・日本霊異記』尚学図書〈鑑賞日本の古典 1〉、1981年9月。全国書誌番号:81046763。

### 編集
- 『万葉集 2』国書刊行会〈日本文学研究大成〉、2003年1月。ISBN 9784336030856。全国書誌番号:20402420。

### 校注
- 『古代説話』阿蘇瑞枝・遠藤宏・曽倉岑校注、笠間書院、1975年5月。全国書誌番号:75011230。
- 『万葉集』曾倉岑・阿蘇瑞枝・小野寛校注・訳、ほるぷ出版、1987年7月。全国書誌番号:87050445。

## ゆかりのある人物
- 内藤明
- 武藤元昭